# Love, Pepper and Sweets
Love, Pepper and Sweets é um curta-metragem mudo norte-americano de 1915, do gênero comédia, dirigido por Bobby Burns e Walter Stull — estrelado por Oliver Hardy.

## Elenco

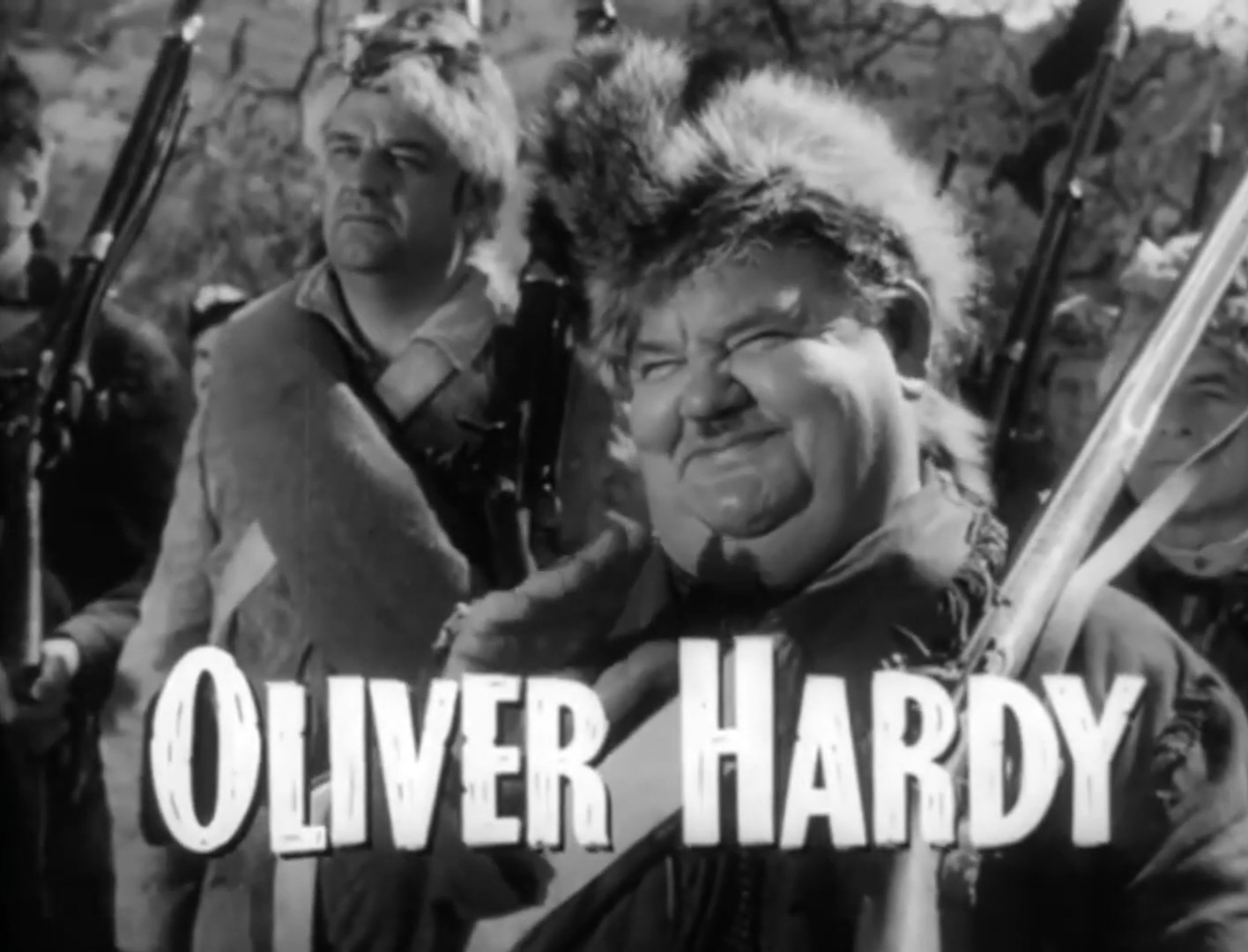
Oliver Hardy

- Bobby Burns - Pokes
- Walter Stull - Jabbs
- Billy Ruge
- Ethel Marie Burton
- Oliver Hardy - (como Babe Hardy)
- Frank Hanson
- Edna Reynolds